# Atylotus farinosus
Atylotus farinosus är en tvåvingeart som först beskrevs av Szilady 1915.  Atylotus farinosus ingår i släktet Atylotus och familjen bromsar. Inga underarter finns listade i Catalogue of Life.